# 松井命
松井 命（まつい まこと、1883年12月12日 - 1970年9月29日）は、日本陸軍の軍人。最終階級は陸軍中将。日野重工業社長。

## 経歴
福井県出身。松井政治の二男として生まれる。名古屋陸軍地方幼年学校、中央幼年学校を経て、1904年（明治37年）10月、陸軍士官学校（16期）を卒業。同年11月、工兵少尉に任官し近衛工兵大隊付となる。1909年（明治42年）11月、陸軍砲工学校高等科（15期）を優等で卒業した。
1910年（明治43年）12月から1914年（大正3年）3月までフランスに駐在し、帰国後、砲工学校教官となる。1917年（大正6年）5月から1919年（大正8年）5月まで欧州出張。1919年4月、工兵少佐に昇進し陸軍航空学校研究部員に発令された。
1924年（大正13年）2月、電信第1連隊付となり、同年3月、工兵中佐に進級。1925年（大正14年）5月、陸軍通信学校教官に就任し、1927年（昭和2年）9月、工兵大佐に昇進した。1928年（昭和3年）8月、電信第1連隊長となり、陸軍省兵器局器材課長、陸軍技術本部第2部長を歴任し、1932年（昭和7年）4月、陸軍少将に進級。
1935年（昭和10年）8月、陸軍築城部本部長に就任。1936年（昭和11年）3月、陸軍中将に進み工兵監となる。1937年（昭和12年）3月、第4師団長に親補され、西部防衛司令官を経て、1940年（昭和15年）3月、予備役に編入された。
その後、1942年（昭和17年）5月から1945年（昭和20年）11月まで日野重工業社長を勤めた。
1947年（昭和22年）11月28日、公職追放仮指定を受けた。

## 栄典
位階
- 1904年（明治37年）12月8日 - 正八位[2]
- 1908年（明治41年）3月20日 - 従七位[3]

勲章等
- 1942年（昭和17年）4月13日 - 勲一等旭日大綬章[4]

## 親族
- 兄 松井順（陸軍中将）